# Literatura renaixentista
La literatura renaixentista comprèn totes les obres escrites després de l'edat mitjana fins al segle xvii sota l'estela del Renaixement. Es va iniciar a Itàlia, amb autors com Petrarca i es va expandir per tot Europa, sent els segles xv i xvi els de major esplendor. El model d'excel·lència passen a ser els clàssics grecollatins, com prova l'auge dels temes mitològics o les poètiques. La renovació general en el coneixement que va començar a Europa després del descobriment del Nou Món el 1492 va portar una nova concepció de la ciència i la recerca i formes diferents de fer art. Va sorgir en aquells dies una forma literària que després desembocaria en la novel·la, que va cobrar renom als segles posteriors.
Una de les més conegudes d'aquesta primera època és la Utopia de Tomàs Moro. Les obres dramàtiques d'entreteniment (oposades al propòsit moralitzador) van tornar a l'escenari. William Shakespeare és el dramaturg més notable, però va haver-hi molts més, com Christopher Marlowe, Molière i Ben Jonson.
Del segle xvi al XVIII els executants de la Commedia dell'arte improvisaven als carrers d'Itàlia i de França, però algunes de les obres van ser escrites. Tant les obres improvisades com les escrites amb base en un esquema van tenir influència sobre la literatura de l'època, particularment sobre el treball de Molière. Shakespeare i Roberto Armin, que van reprendre els bufons i jugadors per crear noves comèdies. Tots els papers, fins i tot els femenins, eren representats per homes, això canviaria primer a França i després a Anglaterra també, cap a finals del segle xvii.
La primera part del poema èpic isabelí La reina de les fades d'Edmund Spenser va ser publicada el 1590, i completa el 1597. Aquesta obra va marcar una transició en la qual la «novetat» entra en la narrativa, en el sentit de bolcades argumentals. Les formes de teatre conegudes en el temps de Spencer s'incorporen en el poema de forma no tradicional i li donen la volta a la propaganda política al servei de la reina Elisabet I.
El Quixot de Miguel de Cervantes ha estat anomenat «la primera novel·la» (o la primera de les novel·les europees modernes). Va ser publicada en dues parts, la primera el 1605 i la segona el 1615. Pot ser vista com una paròdia de les novel·les cavalleresques, en la qual la diversió prové d'una nova forma de tractar les llegendes heroiques populars.

## Canvis fonamentals
Durant aquest període es produïren també un conjunt de canvis fonamentals. L'aparició de la impremta va donar una capacitat de difusió insospitada de les obres literàries, es podien difondre per escrit obres de tota classe i no sols religioses i edificants. Això va propiciar el naixement de nous gèneres (com la novel·la) o formes (com el sonet) i l'auge de les llengües vernacles, considerades ara també un vehicle possible de cultura accessible a l'emergent burgesia i també a la classe més lectora, la noblesa, que no entenia sempre ja el llatí. Les reformes religioses que s'iniciaren amb Erasme de Rotterdam i Luter, culminaren amb la Contrareforma catòlica. Els descobriments geogràfics que permeteren eixamplar el món conegut. La formulació del sistema heliocèntric per part de Copèrnic.
La impremta ja era coneguda a la Xina des de feia segles, però arriba a Occident amb el Renaixement. Aquest fet, unit al racionalisme i el creixement de les ciutats, multipliquen el públic lector, que veu en l'ideal de l'humanisme una època daurada per a la cultura. Es tornen a recuperar grans obres gregues i llatines i continua el desenvolupament de les literatures nacionals. La novel·la com a tal sorgeix en aquesta època. S'impulsa de nou el teatre, que diversifica els motius i estils. La literatura moderna comprèn la literatura renaixentista i barroca i acaba en la literatura del segle XVIII.

## Diferents literatures
El Renaixement marca la convivència definitiva de literatures en diverses llengües, malgrat l'existència d'una literatura comuna culta en llatí.
Itàlia va ser pionera en aquest estil però els seus grans autors (com Petrarca), no corresponen als segles purs del renaixement sinó a l'Edat Mitjana. Per tant, es pot dir que la literatura renaixentista italiana, que inspirarà tota la resta de llengües nacionals, es va donar segles abans.
Als Països Baixos comença un període d'or, amb la introducció de nous paràmetres en retòrica que reviuen l'esplendor clàssica, sota l'impuls de Johan Baptista Houwaert. La poesia es va adaptar a aquestes normes, que van influir decisivament a la mètrica, dues proves són els salms, que van experimentar una gran acceptació, i el mateix himne nacional holandès, escrit per Filips van Marnix. Amb la figura de Dirck Volckertszoon Coornhert va iniciar-se l'humanisme a la regió, camí que van seguir Hendrik Laurenszoon Spiegel, Roemer Visscher, Gerbrand Adriaensz Bredero o Joost van den Vondel.
Anglaterra inicia l'anomenada Època elisabetiana, període d'auge cultural a cavall entre el Renaixement i el Barroc. Thomas Wyatt va importar el sonet italià, estrofa que seria perfeccionada per Philip Sidney per donar pas als grans autors lírics barrocs. Igualment, el teatre també va preparar l'arribada de dramaturgs posteriors (ambdues tendències van cristal·litzar en Shakespeare) amb les obres de Francis Beaumont, Thomas Kyd i especialment Christopher Marlowe. Al terreny de la prosa, cal destacar Thomas More amb la seva obra Utopia.
La literatura francesa està marcada pel gir lingüístic i l'auge de les ciutats. Margarida d'Angulema va inspirar-se en Boccaccio per al seu Heptameró, amb un vessant còmic que va dur al seu màxim exponent François Rabelais. Aquesta via paròdica va conviure amb els assaigs de Montaigne, el nou gènere de reflexió que seria conreat per diversos pensadors francesos i europeus durant segles. Els assaigs s'impregnen d'humanisme, com també passa a la poesia, amb un grup de màxim nivell anomenat La Pléiade, liderat per Pierre de Ronsard.
Els alemanys segueixen la influència francesa i alternen els assajos amb novel·les que barregen codis medievals amb renaixentistes, com per exemple el Fortunatus.
Espanya va iniciar el segle d'or de la seva literatura amb grans figures per al cànon i la modernització de l'idioma (la gramàtica d'Elio Antonio de Nebrija va ser la primera dedicada a una llengua vulgar). La lírica va estructurar-se al voltant de dues escoles, la de Fray Luis de León i la d'Herrera, aquesta segona de menor importància. Ambdues van usar la mètrica italiana, introduïda per Joan Boscà i Almogàver. Destaquen les figures de Garcilaso de la Vega en lírica profana i Juan de la Cruz en el vessant religiós i místic. La prosa va ser menys conreada però es van inaugurar nous gèneres a la novel·la, com proven la Diana de Jorge de Montemayor i La vida del Lazarillo de Tormes. Lope de Rueda va ser el dramaturg de més èxit.

## Literatura del Renaixement en llengua catalana
Als territoris catalans el segle xv és un segle de molta producció literària, amb Joanot Martorell o Ausiàs March per exemple, però que correspon encara a patrons medievals o prerenaixentistes. A partir del segle xvi, la manca de cort pròpia, entre altres raons, va fer que la producció literària en català disminuís i no pugui comparar-se en quantitat ni qualitat amb la del segle anterior. Tot i que va tenir origen a Itàlia, aquest moviment va ser readaptat segons els fets històrics, polítics i socials de la cultura catalana. I, a diferència dels renaixentistes europeus, els artistes catalans van fer coexistir modernitat i tradició.
Les lletres catalanes del segle xvi van ser extraordinàriament vitals, tot i les circumstàncies adverses. La Corona d'Aragó s'havia unit a la de Castella, lloc al qual la cort s'havia desplaçat, la noblesa s'havia castellanitzat, el bandolerisme no deixava d'augmentar i es va produir la revolta de Germanies, que acceleraria encara més el procés centralitzador monàrquic.
En el gènere poètic, l'autor que més va destacar va ser Pere Serafí. Pintor i poeta, va escriure ‘Dos llibres de poesia vulgar en lengua cathalana’ (1565). Serafí il·lustra a la perfecció la conciliació de la tradició autòctona i la modernitat renaixentista. Aquest poeta va utilitzar una fórmula tradicional, l'estrofisme, i el llegat trobadoresc (els pseudònims, algun gènere poètic com la tençó...) i es va inspirar en la poesia d'Ausiàs March. En canvi, va emprar algunes novetats literàries procedents dels models italians i clàssics, va adaptar al català l'‘endecasillabo’ italià, les novetats estròfiques, com el sonet i l'oda, i novetats conceptuals, com l'amor idealitzat petrarquista o l'elogi del matrimoni. Malgrat tot, Serafí va sobresortir sobretot com a glossador de cançons populars.

## Alguns autors destacats
- Thomas More
- Garcilaso de la Vega
- Luís de Camões
- Michel de Montaigne
- François Rabelais